# Folclore in Umbria
Un aspetto fondamentale del senso di identità e di appartenenza che anima la cultura locale dell'Umbria è dato dalle manifestazioni dotate di un buon livello di spettacolarità, più o meno conosciute e importanti, ma comunque connotate da un preciso orientamento verso un passato tradizionale. Alcune di queste manifestazioni sono rievocazioni storiche e vogliono attrarre l'attenzione e la curiosità dei turisti, ma esibiscono anche forti elementi di coinvolgimento da parte dei ceti popolari.
Altre, invece, sono vere e proprie manifestazioni folcloristiche che si tramandano da secoli, tanto che, una di esse, sicuramente la più importante, la Festa dei Ceri, va a costituire anche il simbolo della regione Umbria.

## Manifestazioni folcloristiche
Le manifestazioni folcloristiche, a differenza delle rievocazioni storiche, sono eventi fortemente radicati nella cultura, usi e costumi di una popolazione. Si tratta di eventi spesso studiati da un punto di vista antropologico, poiché vanno a incorporare l'identità stessa di una popolazione.

### Festa dei Ceri - Gubbio

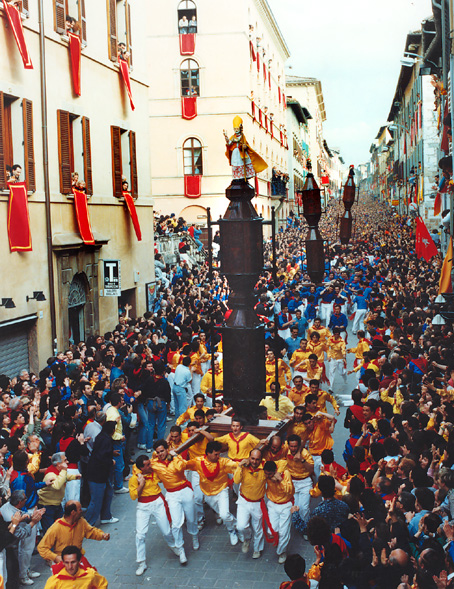
Un momento della Festa dei Ceri

Gubbio - 15 maggio.
Questa manifestazione, che si celebra ininterrottamente da oltre otto secoli, si svolge alla vigilia della morte di sant'Ubaldo, cittadino vescovo e patrono di Gubbio, avvenuta il 16 maggio 1160.
Ciò che distingue la festa è sicuramente lo spirito con cui gli eugubini affrontano l'evento. Infatti il destinatario principale della festa non è il turista, come nelle rievocazioni storiche, ma il popolo eugubino stesso che si rispecchia nelle tradizioni tramandate ininterrottamente, tra il 15 e 16 maggio di ogni anno, dal 1160. Visto ciò l'eugubino spesso prova un certo astio nei confronti dei soggetti estranei alla comunità eugubina che si intromettono impedendo la corretta perpetuazione della festa. 
È quindi sicuramente una delle più alte manifestazioni di folclore nel mondo, tanto che la festa è stata oggetto di studio di importanti antropologi sia Italiani che stranieri a fine '800 e durante tutto il XX secolo. 
La spettacolarità della manifestazione, una delle più caratteristiche d'Italia, e la sua carica mistica, infiammano da secoli l'animo degli Eugubini e delle migliaia di spettatori che tutti gli anni, provenienti da ogni parte del mondo, giungono a Gubbio per partecipare alla Festa. I monumentali Ceri, dal peso di circa 4 quintali ciascuno, sono tre macchine di legno sormontate dalle statue di Sant'Ubaldo, San Giorgio e Sant'Antonio. Con una spettacolare cerimonia i Ceri vengono "alzati" di fronte a migliaia di persone che affollano Piazza Grande. I ceraioli, con la loro particolare divisa, li portano a spalla fino alla vetta del monte Ingino, dove sorge la basilica del Santo patrono. Il percorso, per lo più in salita, li vede impegnati in una corsa sfrenata verso il traguardo. Al termine della corsa, partecipanti e pubblico si riversano nelle strade e nelle piazze della città, per l'occasione anche innumerevoli taverne rimangono aperte per tutta la notte. 
Nel 1973 i tre Ceri vennero scelti come stemma della Regione Umbria vista la loro importanza socio-culturale.

### Palio della Balestra - Gubbio
Gubbio - ultima domenica di maggio.
Così come la Festa dei Ceri anche il Palio della Balestra è una manifestazione unica nel suo genere, che a differenza delle numerose rievocazioni storiche sorte negli ultimi decenni attorno alla Balestra antica all'italiana, è invece una manifestazione storica che da quasi seicento anni viene tramandata ininterrottamente.
La spettacolare competizione con l'antica balestra da postazione medioevale, si svolge nel pomeriggio dell'ultima domenica di maggio, in Piazza Grande. 
Il Palio della Balestra si svolge ininterrottamente da oltre cinque secoli, salvo minime interruzioni in occasioni di guerre e calamità naturali. Le prime notizie storiche del Palio risalgono infatti al 1461. La cronaca del Palio di quell'anno, a cui assiste anche la consorte di Federico da Montefeltro, annota la celebrazione del Palio nella città Gubbio. 
Da oltre 500 anni partecipano al Palio della Balestra, unico a poter fregiarsi di questa denominazione, perché storia ininterrotta e non recente rievocazione, la Società dei balestrieri eugubina e quella di Sansepolcro. Così come la Società biturgense la Società dei Balestrieri della Città di Gubbio è erede diretta delle antiche congreghe dei balistari, le compagnie di uomini in arme che difendevano le città nei frequenti conflitti medievali. Da quei tempi tumultuosi l'arte della balestra da banco è stata tramandata di generazione in generazione fino ai nostri giorni. Le conoscenze storiche e tecniche accumulate dai balestrieri eugubini rappresentano un patrimonio storico inestimabile. 
Nell'ultima domenica di Maggio, il Palio viene balestrato a Gubbio, in onore del Patrono Sant'Ubaldo. Al mattino l'araldo della Società, accompagnato da un corteo storico, legge il bando di sfida per le vie della città. Nel pomeriggio i cortei delle due città sorelle muovono verso la piazza pensile più grande d'Europa, dove, dopo la lettura dei bandi, la benedizione del Vescovo eugubino e il tradizionale scambio dei doni si procede al tiro dei capi banco, ossia i migliori tiratori per le due città della precedente edizione. Tutti gli altri balestrieri vengono poi estratti a sorte e chiamati al tiro in gruppi di tre per ogni città. Tutti i balestrieri tirano su un unico bersaglio chiamato tasso: un cono di legno che termina con un bersaglio piatto di circa quindici cm di diametro. Alla fine del tiro i maestri d'arme e i presidenti delle Società danno il via alle operazioni per stabilire il vincitore estraendo le frecce più esterne fino a quelle conficcate all'interno del pallino, il centro del bersaglio, dal diametro di circa 3 cm. Al vincitore del Palio, viene dunque consegnato il drappo dipinto da artisti italiani e internazionali, memoria degli antichi palii di panno, preziosi premi all'abilità degli antichi ballistari. Terminate le operazioni di premiazione il lungo corteo storico che conta, tra balestrieri musici e figuranti delle due città, oltre duecento cinquanta partecipanti in costume storico, si snoda per le vie del centro eugubino, in un'atmosfera di ineguagliabile bellezza e suggestione. Il Palio termina con la consueta cena tra le due società, in un clima di allegria e amicizia.

### Cantamaggio
Il Cantamaggio è una festa popolare che si svolge ogni anno nel periodo tra il 30 aprile e il 1º maggio in varie località umbre, specie nelle zone rurali, ma di cui vi è testimonianza soprattutto a Terni.

## Rievocazioni storiche medioevali
La rievocazione storica è un'attività con cui si intende riproporre vicende o situazioni di epoche passate. Negli ultimi anni questo fenomeno è stato sempre più oggetto di attenzioni per il sempre maggior numero di persone che ne sono entrate a far parte. La rievocazione storica è stata spesso confusa con attività folkloristiche o feste paesane. Tuttavia, malgrado vi siano feste di tipo rievocativo o feste e sagre in cui avvengono spettacoli di rievocazione, lo scopo della rievocazione storica propriamente detta rimane differente. Essa infatti ha l'intento di valorizzare e riscoprire le tradizioni storico-culturali di un popolo, oltre a quello di puro intrattenimento.

### Giostra della Quintana
Foligno - Ormai distinta tra la "Sfida", prevista per il secondo sabato di giugno in notturna, e la "Rivincita" nella seconda domenica di settembre in diurna. 

La denominazione di Quintana deriva dal nome di una via dell'accampamento romano nella quale aveva luogo l'addestramento dei soldati che, armati di lancia, si lanciavano contro un fantoccio cercando di infilare l'anello sospeso ad una mano dello stesso. La prima testimonianza documentata dello svolgimento della Quintana nel folignate risale al 1448. Nel 1613 i Priori cittadini inserirono la Quintana nell'ambito dei festeggiamenti carnevaleschi, modificandone lo svolgimento e lo spirito con i criteri che sussistono quasi del tutto ancora oggi. I cavalieri giostranti oggi sono 10, rappresentanti di altrettanti rioni della città. Lanciati al galoppo su un destriero, devono infilare con una lancia una serie di anelli che, via via, diventano più piccoli (diametro 8 cm in prima tornata, 6 cm in seconda, 5 cm in terza). Gli anelli vengono appesi alla mano destra di una statua rotante in noce massiccio (del XVII secolo) che sulla sinistra tiene uno scudo e raffigura il dio Marte. Vince chi percorre col miglior tempo e a "percorso netto" (senza incappare in nessun tipo di penalità) le tre tornate. Al minimo errore vi è l'eliminazione diretta. Questa gara aveva, in altri tempi, il ruolo di attribuire titoli onorifici vari cavalieri mentre oggi viene ricompensata alla contrada vincitrice con un Palio, generalmente dipinto da artisti di rinomata caratura nazionale ed internazionale. La spettacolarità della Giostra della Quintana è contornata da numerose manifestazioni collaterali e dalla sfilata del Corteo Storico con il quale oltre 600 figuranti in ricchi abiti seicenteschi, la sera precedente la tenzone, passano per le vie di Foligno.

### Corsa all'Anello
Narni - Fine aprile, primi di maggio.

Le prime notizie della Corsa risalgono al XIII secolo ma, il consolidarsi di questa tradizione cavalleresca, risale al periodo di massimo splendore della città che si colloca intorno al XIV secolo e, gli Statuti del 1371, fanno esplicito riferimento ai festeggiamenti in onore del patrono san Giovenale, a cui è dedicata la Corsa. Alla gara vera e propria fanno da prologo un complesso di manifestazioni che ricalcano, nella sequenza e nella forma, quelle tradizionali tramandate dagli Statuti: cortei storici in costume che attraversano le vie cittadine, addobbate con bandiere ed illuminate da torce; banditori che annunciano l'inizio dei festeggiamenti. Una serie di mostre, spettacoli e concerti fanno da cornice a questa manifestazione che consiste nella competizione tra i giovani degli antichi Terzieri (Mezule, Fraporta e Santa Maria) che, nei tradizionali costumi storici, galoppano su agili destrieri per via Garibaldi, cercando di infilare con una lancia un anello di diametro sempre minore. La vittoria viene assegnata al terziere i cui cavalieri hanno infilato il maggior numenro di anelli. La corsa moderna si disputa ogni seconda domenica di maggio, i cavalieri dei tre terzieri si sfidano su un percorso ovale cercando di infilare tre anelli con una lancia, ma attenzione, al terzo anello un congegno meccanico fa cadere quello del cavaliere in ritardo.

### Calendimaggio
Assisi - Tre giorni a partire dal primo martedì di maggio.

In una spettacolare rievocazione storica la città di Assisi fa rivivere la vita e i costumi medioevali. Dame e cavalieri che cantano serenate d'amore, passeggiano per le vie della città riccamente decorate di fiori e bandiere e, durante la notte, illuminate dalle torce. In questa particolare cornice, spettacoli teatrali, canti, cori, concerti, danze, esibizioni di arcieri, balestrieri e sbandieratori vedono gareggiare in una imponente sfida le due antiche fazioni medioevali di Parte di Sopra e Parte di Sotto e i loro relativi rioni.

### Corteo storico e Giostra del giglio
Monteleone d'Orvieto - 16 di agosto.

La manifestazione trae lo spunto dalla storica divisione del castello di Monteleone nel 1300 e 1400 fra le due casate dominanti: i Conti di Montemarte (guelfi e molto legati ai Monaldeschi di Orvieto) ed i Conti di Marsciano (Bulgarelli o conti di Parrano). Il corteo che conta ormai più di 400 figuranti è stato ideato e realizzato la prima volta nel 1981 anche con l'intento di ricreare momenti di vita, consuetudini e costumi trecenteschi. Apre la sfilata il corpo dell'amministrazione, organizzato dall'Ente corteo seguito dai due casati. Dal 1981 al 1996, al termine del corteo, si teneva il Palio del carro, consistente in una corsa di 6 contradaioli (4 erano i rioni: il Torrione, la porta, il borgo e San Rocco) che dovevano spingere un carro. 

Nel 1997 il palio si è trasformato, in una gara equestre assumendo il nome di "Giostra del giglio"; i 4 rioni si sono accorpati lasciando il posto ai 2 casati. I cavalieri, di opposte fazioni, si cimentano in una breve corsa dove, percorrendo le corsie delimitate, devono strappare 2 drappi (a forma di Giglio, da qui il nome della giostra) posti a 3 metri di altezza, che sono depositati in due appositi cesti distanti 20 metri dalla linea dello strappo. Vince chi riesce a compiere prima tali operazioni. Oltre al palio (un drappo dipinto dall'artista Enrico Paraciani) si attribuisce anche il "Paliotto" al cavaliere vincente.

### Rassegna Internazionale del Folklore
Castiglione del Lago - prima quindicina di agosto.

La "Rassegna Internazionale del Folklore" è nata nel 1978 per iniziativa dell'Amministrazione Comunale di Castiglione del Lago e dell'Azienda di Promozione Turistica del Trasimeno.
La manifestazione si basa sulla formula dello "scambio culturale" tra gruppi folkloristici di tutto il mondo per favorire la conoscenza delle tradizioni e della cultura popolare di diversi paesi.
Gli spettacoli si tengono nel suggestivo scenario del teatro ricavato all'interno della Rocca Medievale e vengono poi replicati in diverse località del Comprensorio del Trasimeno, dell'Umbria e delle Regioni Limitrofe.

### Palio dei Terzieri
Città della Pieve - prima domenica dopo il 15 agosto. 

Lo spirito e le tradizioni medioeval-rinascimentali rivivono a Città della Pieve dove, per circa 10-12 giorni, si svolge il Palio dei terzieri, che raggiunge il suo apice con lo svolgersi della gara del tiro con l'arco la domenica successiva al ferragosto. La manifestazione, che raccoglie migliaia e migliaia di turisti, propone, nel centro della città, le botteghine (botteghe tardo medioevali), mentre saltinbanchi, giocolieri, rappresentazioni teatrali e spettacoli con sputafuoco, cavalli, spadaccini (Sgherri di Balìa) e tamburini animano le vie e le piazze cittadine. Il corteo storico, che precede lo svolgersi della gara dei terzieri (Castello, Casalino e Borgo Dentro, i rioni in cui è divisa la città) vede sfilare circa 900 figuranti in costumi rinascimentali. Il terziere che si aggiudicherà la gara con l'arco avrà in premio il Palio, uno stendardo dipinto dal maestro Antonio Marroni, che custodirà per tutto l'anno. Durante tutto il periodo del Palio, restano aperte le caratteristiche taverne, dove poter gustare piatti tipici della tradizione umbro-toscana.

### Palio delle Botti
Marsciano - settimana di San Giovanni Battista, 24 giugno. 

In questa settimana di festa per la cittadina marscianese si svolge prima il Palio dei Piccoli, in cui i ragazzini gareggiano nel centro storico di Marsciano spingendo le Botti un tempo utilizzate per conservare il vino, ciò simboleggia l'importanza che hanno avuto questi contenitori in passato per il popolo marscianese, e poi lo spettacolo più bello si ha quando i Rioni Ammeto, Centro, Cerro, Ponte, San Francesco, Schiavo, Tripoli e Via Larga si sfidano la domenica dopo San Giovanni, e per questo evento si radunano circa 5.500 persone. Molto belle anche le coreografie preparate dai vari rioni, che con il loro tifo rendono ancora più calda ed entusiasmante l'atmosfera dell'occorrenza. Durante questo periodo muta anche l'aspetto di Marsciano, le cui vie e piazze vengono colorate dalle bandiere dei vari rioni. Il Palio si svolge dal 2011 e richiama l'attenzione di molte persone. Dopo 5 edizioni sono accorse circa 24.000 persone a vedere questa avvincente sfida sulle strade di Marsciano e sui bordi con le coreografie dei rioni, che ogni anno si sfidano anche nel tifo.

### Giochi de le Porte
Gualdo Tadino - ultimo fine settimana di settembre. 

Nei tre giorni del palio, la cittadina s'immerge interamente in un'atmosfera medievale, facendo rivivere l'antico palio di San Michele Arcangelo. 
Per l'occasione, le vie si tingono dei colori delle quattro porte: San Benedetto (torre gialla in campo blu) San Donato (torre gialla in campo bianco), San Facondino (torre gialla in campo verde) e San Martino (torre gialla in campo rosso), le quali si contendono il Palio ed il privilegio di bruciare l'effigie della Bastula, la "strega", antica nemica di Gualdo, a cui è stato attribuito il terribile incendio che distrusse la città.
Il venerdì è la giornata inaugurale della manifestazione, sancita dalla lettura del proclama di apertura dei Giochi de le Porte e dedicata all'apertura delle quattro taverne medievali che rimarranno in funzione per tutta la durata del palio, con la spettacolare esibizione serale del gruppo sbandieratori e dei tamburini delle quattro porte. 
Il sabato si prosegue con le prove dei giocolieri e, alla sera, con il lancio della sfida tra le quattro Porte e un corteo storico raffigurante aspetti caratteristici della Gualdo dell'epoca, composto da 1200 figuranti in costume quattrocentesco.
La domenica infine è il giorno della sfida e dei Giochi: le quattro porte si affrontano nelle gare di corsa con il somaro (il tipico animale utilizzato all'epoca per i lavori in montagna) con il carretto e a pelo, e nelle gare al bersaglio con frombolieri ed arcieri. Al termine delle gare il vincitore brucerà un fantoccio raffigurante la Bastola.

### Palio di San Rufino
Assisi - ultimo fine settimana di agosto.

Tradizionale gara di tiro con la balestra antica da banco tra i terzieri di Divine Marie, San Rufino e San Francesco.

### Palio de San Michele
Il Palio de San Michele è una sfida tra i quattro rioni di Bastia Umbra, nata nel 1962, che consiste in tre prove: la Sfilata, i Giochi e la Lizza. Viene disputato ogni anno dal 20 al 28 settembre nella piazza storica della città, in onore del santo patrono San Michele Arcangelo. La sfilata consiste in una manifestazione teatrale scritta e diretta dai ragazzi dei rioni. all'interno di essa sono presenti sceneggiature fisse e mobile.

## Feste e celebrazioni religiose

### Celebrazioni in onore di santa Rita
Cascia - 21 e 22 maggio. 

La notte del 21 maggio viene celebrata la ricorrenza della morte di santa Rita con una tradizionale Luminaria che prende il nome di Incendio di fede e vede migliaia di fiaccole brillare sugli edifici, lungo le strade e nei campi di tutta la valle del fiume Corno. La mattina seguente, da Roccaporena, paese natio della Santa, un corteo storico in processione ricorda i momenti significativi della vita di santa Rita e raggiunge il santuario, dove avviene la tradizionale benedizione delle rose.

### Corpus Domini
Orvieto - giugno, domenica successiva alla festa del Corpus Domini. 

Alle 3 del mattino tutte le campane delle chiese di Orvieto suonano a distesa annunciando l'inizio dei festeggiamenti. È infatti a quell'ora che, secondo la tradizione, è avvenuto il miracolo di Bolsena. La celebrazione, spettacolare nel suo complesso scenografico, vede sfilare in processione circa 400 figuranti, in ricchi abiti medioevali, nella suggestiva cornice della città di Orvieto. La tradizione vuole che ogni partecipante continui a ricoprire per anni lo stesso ruolo; pertanto molti figuranti ritornano ogni anno a Orvieto (provenendo anche da molto lontano) per partecipare alla processione.

### Infiorata del Corpus Domini
Spello - giugno, domenica successiva al Corpus Domini. 

Le infiorate (composizioni floreali) costituiscono un atto di devozione religiosa e, nello stesso tempo, folcloristica, le cui origini si perdono nel tempo. Nella cornice della cittadina medioevale di Spello, è possibile ammirare lo scenario che offrono tutte le sue strade e stradine, ricoperte da quadri floreali, riproducenti figurazioni e motivi ornamentali liturgici. Le composizioni vengono preparate con cura per settimane, ma è solo durante la sera e la notte precedente la festa, che vengono disposti a tappeto sulle strade fiori ed erbe profumate che creano uno spettacolo di grande suggestione. Lo spettacolo non dura che poche ore: prima di mezzogiorno, dalla chiesa di Santa Maria Maggiore, parte la solenne processione che, seguita da tutta la popolazione, che sfila sul "tappeto floreale".

### Processione del Cristo morto
In varie città umbre, tra cui Gubbio e Colfiorito, il venerdì santo si svolge la processione del cristo morto.

### Festa delle acque
Piediluco (Terni) - ultima decade di giugno, prima decade di luglio.

Questa manifestazione è di antichissima tradizione e ripropone la celebrazione del solstizio d'estate che, a Piediluco, si festeggiava con riti, fuochi e sfilate allegoriche sull'acqua. La festa, che nel corso del tempo ha mantenuto le caratteristiche originarie, si è arricchita comunque di altre iniziative ed oggi si svolge con una sfilata notturna di barche addobbate ed illuminate, giochi pirotecnici, spettacoli teatrali e concerti di musica classica.

### Festa della Venuta
A Cascia, Monteleone di Spoleto, Scheggino, Rasiglia, Sigillo, con l'accensione di grandi falò, si celebra la Festa della Venuta, nella notte tra il nove e il dieci dicembre; la ricorrenza celebra l'arrivo in Italia della Santa casa di Loreto. Ad Assisi la festa è anticipata al giorno sette dicembre.